# ماوگوژاتا کیداوا-بووینسکا
ماوگوژاتا کیداوا-بووینسکا (لهستانی: Małgorzata Kidawa-Błońska؛ زادهٔ ۵ مهٔ ۱۹۵۷) سیاستمدار و تهیه‌کننده فیلم اهل لهستان است. او یک بار نامرد نخست‌وزیری لهستان و یک بار هم نامزد انتخابات ریاست‌جمهوری لهستان (۲۰۲۰) بود که در ۱۵ مه ۲۰۲۰ از آن انصراف داد.
از فیلم‌هایی که وی در آن‌ها نقش داشته‌است، می‌توان به مقدرشده برای بلوز اشاره نمود.